# Долна Брезњица
Долна Брезњица (слч. Dolná Breznica) насељено је мјесто са административним статусом сеоске општине (слч. obec) у округу Пухов, у Тренчинском крају, Словачка Република.

## Становништво
| Година:    | 1994. | 2004.   | 2014.    | 2024.    |
| ---------- | ----- | ------- | -------- | -------- |
| Број људи: | 793   | 813     | 911      | 1073     |
| Разлика:   |       | +2,52 % | +12,05 % | +17,78 % |

| Година:    | 2023. | 2024.   |
| ---------- | ----- | ------- |
| Број људи: | 1081  | 1073    |
| Разлика:   |       | -0,74 % |

Према подацима о броју становника из 2024. године насеље је имало 1073 становника.